# Marko Feingold

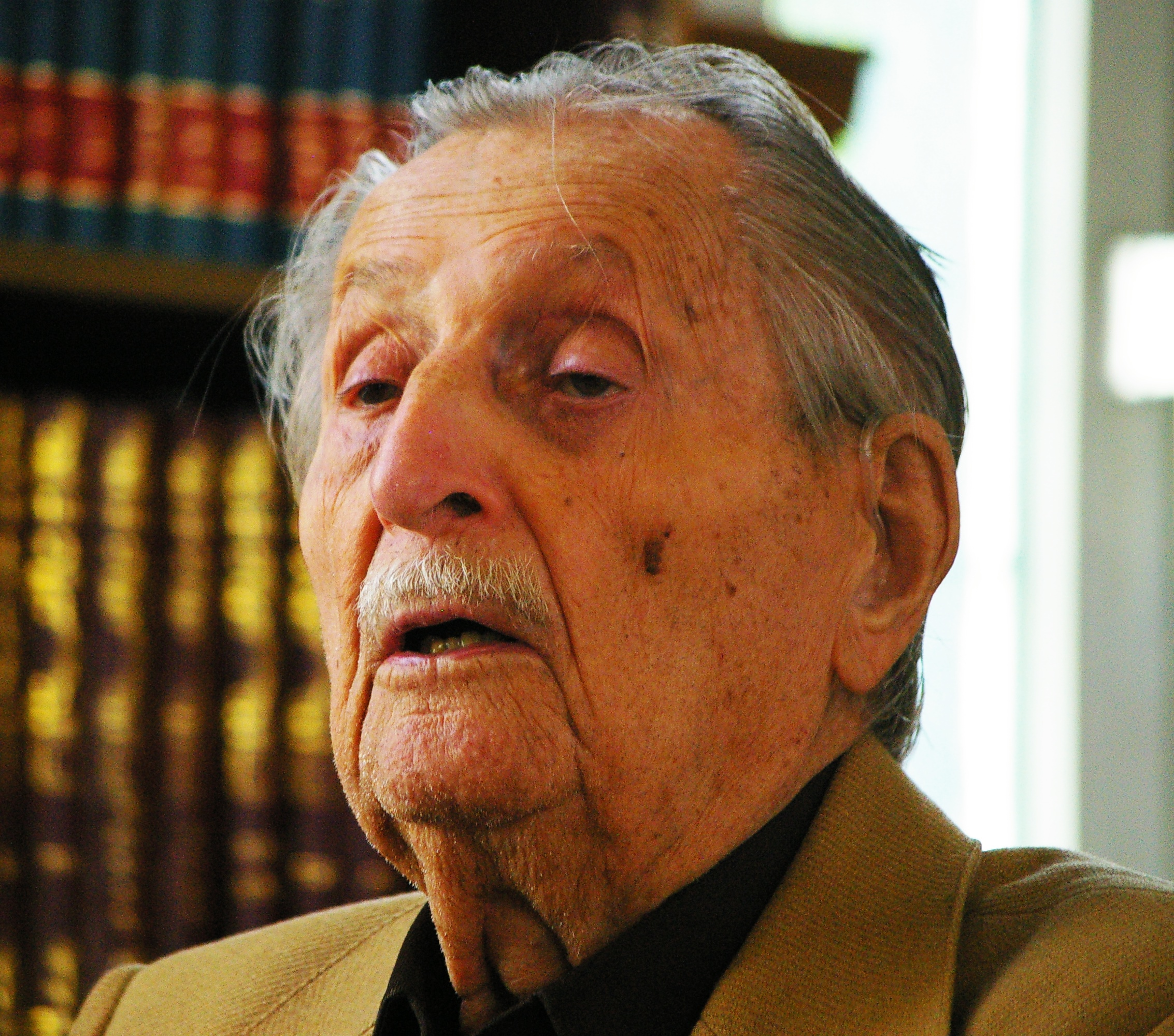
Marko Feingold (2015)

Marko Max Feingold (geboren 28. Mai 1913 in Neusohl, Königreich Ungarn; gestorben 19. September 2019 in Salzburg) war bis zum Frühjahr 2019 Präsident der Israelitischen Kultusgemeinde Salzburg und betreute die Salzburger Synagoge. Er war mit 106 Jahren der zuletzt älteste Holocaust-Überlebende Österreichs.

## Leben
Marko Feingold wuchs mit seinen drei Geschwistern in der Wiener Leopoldstadt auf. Nach einer Lehre als kaufmännischer Angestellter fand er Arbeit in Wien. Im Jahr 1932 wurde er arbeitslos und ging gemeinsam mit seinem Bruder Ernst nach Italien, wo er erfolgreich als Vertreter für Bohnerwachs und Flüssigseife arbeitete.
Kurz nach dem „Anschluss“ 1938 wurde er während eines kurzen Aufenthalts in Wien verhaftet. Er floh zuerst nach Prag, wurde nach Polen ausgewiesen und kehrte mit falschen Papieren nach Prag zurück, wo er im Mai 1939 erneut festgenommen, inhaftiert und schließlich in das KZ Auschwitz deportiert wurde. Über die Konzentrationslager Neuengamme und Dachau kam er schließlich 1941 ins KZ Buchenwald, wo er bis zur Befreiung interniert war.
Durch Zufall ließ er sich 1945 in Salzburg nieder, wo er seither wohnte. Zwischen 1945 und 1948 half er jüdischen Überlebenden, die in DP-Lagern in Salzburg lebten, und organisierte mit der jüdischen Flüchtlingsorganisation Bricha die (illegale) Durchreise von 100.000 Juden aus Mittel- und Osteuropa nach Palästina. 1948 wurde er Inhaber eines Modegeschäftes (Wiener Moden) in Salzburg. Er war in dieser Zeit zunächst Mitglied der SPÖ, trat aber in den Fünfzigerjahren aus der Partei aus, nachdem er dort Intrigen und antisemitische Politiker, namentlich Karl Renner, erlebt hatte. Später wurde Feingold Ehrenmitglied der SPÖ. Aus seiner Familie hat er als Einziger die KZs überlebt. Feingold war zweimal verheiratet.

### Wirken

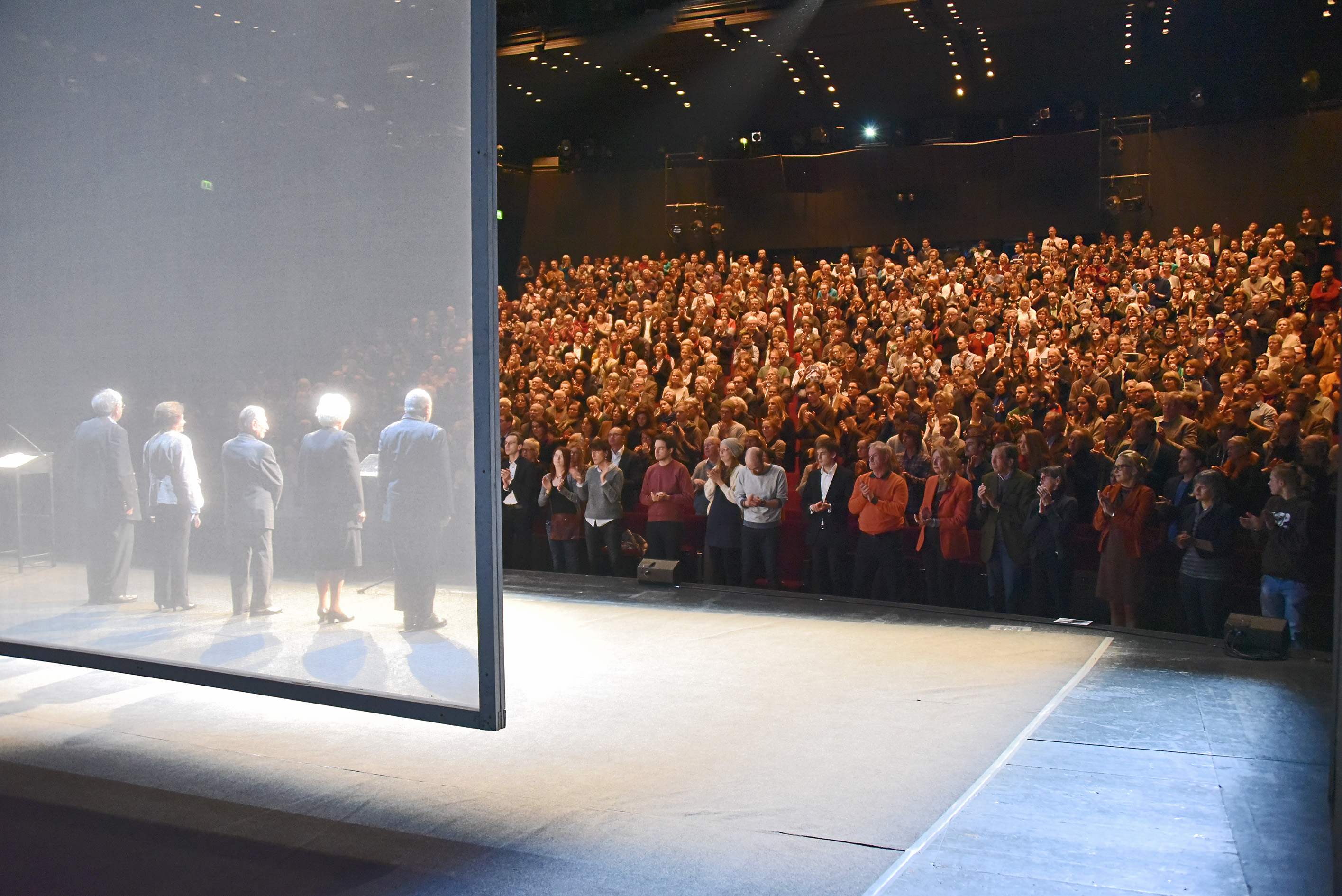
Die letzten Zeugen mit Marko Feingold (Mitte)

Schon von 1946 bis 1947 war Feingold Präsident der Israelitischen Kultusgemeinde Salzburg. Nach seiner Pensionierung 1977 wurde Feingold amtierender Vizepräsident und 1979 wieder Präsident der Israelitischen Kultusgemeinde Salzburg. Seither entfaltete er auch eine ausgedehnte Vortragstätigkeit, insbesondere als Zeitzeuge in Schulen und Pfarrgemeinden, über den Holocaust, seine Erlebnisse in den Konzentrationslagern und das Judentum. Er war auch aktiver Teilnehmer im interreligiösen Dialog.
Seit 2007 war Marko Feingold Ehrenmitglied von Alpine Peace Crossing. Die APC-Friedenswanderung führt jedes letzte Wochenende im Juni entlang der von Marko Feingold und Viktor Knopf ausgemachten Route über den 2634 Meter hohen Krimmler Tauern nach Südtirol. Über 5000 Insassen des DP-Lagers Givat Avoda (Hügel der Arbeit) in Saalfelden verließen auf dieser hochalpinen Route Österreich, wobei er selbst auch viele Gruppen zu Fuß über diesen Pfad führte.
In der Spielzeit 2013/2014 wirkte er bei der Zeitzeugenproduktion Die letzten Zeugen von Doron Rabinovici und Matthias Hartmann am Wiener Burgtheater mit. Die Produktion bezog sich auf die Novemberpogrome 1938, erlangte hohe Wertschätzung seitens Publikum und Presse und wurde zum Berliner Theatertreffen und ans Staatsschauspiel Dresden eingeladen. Oben stehendes Foto zeigt die stehenden Ovationen des Publikums am Schauspiel Frankfurt, wo das Burgtheater mit dieser Produktion am 7. Februar 2015 gastierte.
Anlässlich seines 105. Geburtstages stellte er positiv fest, dass Salzburg „anders“ geworden sei als früher. Im Rahmen der Feierlichkeiten nahm er bei der Fußball-Integrationsweltmeisterschaft, an der 40 Nationen teilnahmen, den Anstoß vor.
Marko Feingold starb am 19. September 2019 im Alter von 106 Jahren in Salzburg.

## Veröffentlichungen
- (Hrsg.): Ein ewiges Dennoch. 125 Jahre Juden in Salzburg. Böhlau-Verlag, Wien/Köln/Weimar 1993, ISBN 978-3-205-98109-1.
- Wer einmal gestorben ist, dem tut nichts mehr weh. Eine Überlebensgeschichte. Picus Verlag, Wien 2000, ISBN 3-85452-441-2. Neuauflage: Otto Müller Verlag, Salzburg 2012, ISBN 978-3-7013-1196-5.

## Auszeichnungen und Ehrungen

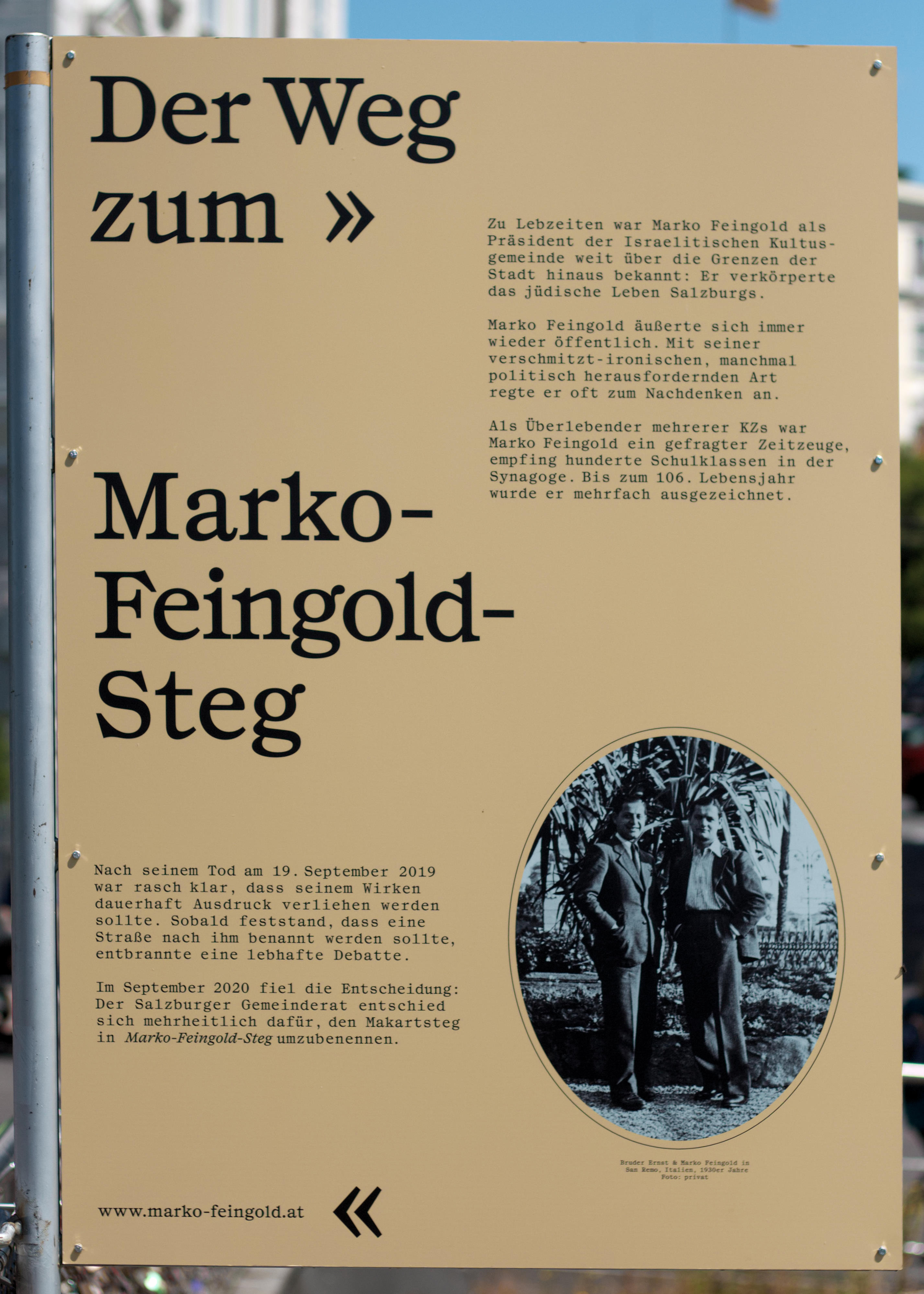
Eine der temporär installierten Ausstellungstafeln zur Person Feingolds am 2021 umbenannten Marko-Feingold-Steg in Salzburg

- 1977: Ehrenzeichen für Verdienste um die Befreiung Österreichs
- 1985: Silbernes Ehrenzeichen für Verdienste um die Republik Österreich
- 1985: Bürgerbrief der Stadt Salzburg
- 1988: Wappenmedaille der Stadt Salzburg in Gold
- 1988: Goldenes Verdienstzeichen des Landes Salzburg
- 1991: Ernennung zum Hofrat
- 1993: Ehrenbecher des Landes Salzburg
- 1998: Goldenes Ehrenzeichen des Landes Salzburg
- 2003: Ring der Stadt Salzburg
- 2008: Ehrenbürger der Stadt Salzburg[14]
- 2010: Kurt-Schubert-Gedächtnispreis
- 2012: Ehrenring in Gold der Universität Salzburg
- 2015: Otto-Bauer-Plakette[15]
- 2017: Verdienstkreuz des Österreichischen Roten Kreuzes
- 2018: Toleranzpreis der Europäischen Akademie der Wissenschaften und Künste[16]
- 2019: Bundesverdienstkreuz am Bande des Verdienstordens der Bundesrepublik Deutschland[17]

Feingold war Mitglied der Europäischen Akademie der Wissenschaften und Künste (EASA) Class VII: Religions of the World,
Seit 2013 vergeben Land Salzburg und Stadt Salzburg gemeinsam mit der Universität Salzburg den Marko-Feingold-Preis für eine Dissertation, die sich mit der materiellen Kultur, dem Leben und/oder der Arbeit der jüdischen Bevölkerung, deren Wirken und Einfluss auf Kultur, Wissenschaft, Literatur der jeweiligen Gesellschaft und Zeitepoche oder deren Verfolgung, Vertreibung, Exil- und/oder Diasporaerfahrungen in den unterschiedlichsten Weltregionen und historischen Zeitkontexten auseinandersetzt. Erster Preisträger war der Historiker Jacob Eder von der Friedrich-Schiller-Universität Jena, der den Preis für seine Untersuchung über die Reaktionen westdeutscher Politiker und Diplomaten auf die zunehmende Auseinandersetzung der US-amerikanischen Gesellschaft mit der Geschichte des Holocausts seit den 1970er Jahren erhielt.
Im Mai 2021 wurde in der Stadt Salzburg der Makartsteg über die Salzach in Marko-Feingold-Steg umbenannt. Im Juni 2024 öffnete eine auf dem Steg installierte und den Sommer 2024 andauernde Freiluftausstellung über jüdisches Leben in Salzburg, die dem langjährigen Präsidenten der Israelitischen Kultusgemeinde gewidmet ist.

## Filme
- Ein jüdisches Leben von Christian Krönes, Florian Weigensamer, Christian Kermer und Roland Schrotthofer (2021).[23][24]